# Сирча
Сирча (некада Сијерча) насељено је шумадијско место града Краљева у долини Западног Поморавља, које административно припада Рашком округу. Према попису становништва из 2022. у Сирчи је живело 1042 становника. Западна Морава дели Сирчу и Краљево, но краљевачки аеродром и фабрика Магнохром се налазе на територији катастарске општине Сирча.

## Име
Наравно, прво нашта нас асоцира је СИР, па и то да је по њему названо СИРЧА. Међутим пошто је у средњем веку у разним пописима уписивано као СЈЕРЧА или СИЈЕРЧА, има мишљења да је име настало од имена биљке СИЈЕРАК, који као коров расте у долини Западне Мораве.
Могуће је и једно и друго, али узевши у обзир да је село старије од жичке Повеље, највероватније датира још из времена старе Грчке или Византије. Грчки ςειριαςις - (сунчани удар), персијски сирага и турски сираца - (белило за лице), подсећају на географски положај Сирче. Наслоњена на јужне обронке Котленика, обасјана је сунцем током читавог дана.

## Географија
Насеље се налази на граници Шумадије, јер се Краљево већ налази у Старом Влаху. Протеже се дуж Западне Мораве, од Камиџоре, односно моста и пута ка Крагујевцу до Петриног потока који је одваја од Опланићиа. Једно је од већих села града Краљева. Својом северном половином лежи на јужним обронцима Котленика, док се друга половина налази у западноморавској удолини. Са шест засеока — Бакчани, Бачевиште, Равна, Гајчани, Камиџора и Борча обухвата територију површине од око 2000 хектара, од чега је готово половина под шумом, првенствено на обрноцима Котленика. На југоисточном крају насеља, код Камиџоре, село пресецају магистрални пут Краљево—Крагујевац и пруга Краљево—Лапово.
У долини Западне Мораве лежи плодна Кулагића ада. Западна Морава у дужини од око 5 km протиче кроз Кулагића аду, те затим кроз Бачевиште, да би се, прошавши испод брда Камиџора, на тромеђи села Шумарице, Ратина и Сирча, састала са Ибром. При обилним кишама, када се у Западну Мораву слива велика количина воде из њених притока, честе су поплаве, које уништавају усеве, но после повлачења воде остају наноси плодног муља.

### Геолошки састав
Свуда на територији села шљунковите и глиновите наслаге леже преко вулканских творевина. Према проматрању Ј.С. Томића (1926), у Петрином потоку, који се улива у Западну Мораву код сирчанске школе, види се следећи профил: на дну је вулкански материјал, изнад њега су глине и песковите глине, а изнад њих шљункови. Исти профили запажени су и у Сирчанској реци, у Трговишком потоку и на многим другим местима. Село Сирча изграђено је на шљунковима јужне падине Котленика. Састоје се од кварцита, серпентина и од облутака вулканских стена. Моћност шљункова делимично достиже и преко 40 m.
Код села се налази највећа серпентинска маса Котленика. Има јако измењену ободну зону, нарочито у додиру са вулканском формацијом. На серпентину леже пешчари, са банцима лапораца, флишоликог хабитуса. Преко њих су вулкански продукти.
На брду Камиџора код села развијене су лавичне брече, вулканске пројекције цементоване некадашњом лавом. Код Сирче су, у бречама, чести и врло крупни блокови стена. Брече се састоје од андезита и дацита, местимично учествује још и серпентин. Купа Камиџора састављена је само од андезита. Брече, конгломерати, туфови, крупни блокови представљају творевине давно угашене вулканске акције (горњи миоцен или доњи плиоцен).
Пројектовани материјал једним делом промењен је под утицајем гасова и температуре (оскидисан и опалисан). Преовлађују јаче опалисани типови. Трансформације које су претрпели серпентини и вулканске стене указују да су постојале фумароле, чији су гасови садржавали водену пару, сумпор-водоник и угљену киселину. Типски пример за ову појаву је Мала Борча (Сирча), где је извршена потпуна опализација андезита. Процес делимичног опалисања узрокован је дејством сумпорводоничних фумарола.

### Хидрографија
На водомерној станици Магнохром, средње вредност протока за период 1956—1965. године, износила је 42,3 m³/сек, док је при ниском водостају најмањи проток износио 4,06 m³/сек, а при високом 508 m³/сек. У истом перидоу, просечно је годишње Западном Моравом протицало 1.334 милиона кубних метара воде. Највећи водостај јављао се у мају (128 cm), а најнижи у септембру (18 cm). Највиши водостај регистрован је 14. маја 1965. године и износио је 650 cm. Велике поплаве су се осим 1965. године догађале и јуна 1926 — Видовданска поплава, јесен 1896, 1864, пролеће 1832. У прошлости корито Западне Мораве је било дубље него данас, па је и била пловна за мања пловила. Још су је Римљани и Византијци користили за пловидбу. Пловило се и у средњем веку, а према неким подацима и до почетка 20. века. Градњок воденица, ради којих су се градили напери, Морава престаје да буде пловна. Напери су тако постали препрека за пловила, а допринели су да се на њих вршио нанос, па се и корито поплитило, а ток искривудао.

## Историја
Први писани документ који сведочи о постојању Сирче потиче из 1220. године. То је даровна Повеља Стефана Првовенчаног манастиру Жичи, која је исписана у пролазу звонаре. У тој повељи село се помиње под именом Серча. Тада је она била једно од 24 села или засеока у Жичком епархијском властелинству, средњовековне жупе Ибар. У истој даровници помиње се и извесно село Чрнаве, за које се верује да је било у близини Сирче, или чак једно од њених засеока. Највероватније, појам села у средњем веку није истоветан са данашњим схватањима величине села. Околна села се први пут помињу у више стотина година касније, а Трговиште је добило статус села тек Законом о територијалној подели Србије из 1893. године. Могуће је да се територија Сирче, у средњем веку распростирала од Тавника (Чрнаве из Повеље) до Камиџоре.
Следећи писани документ је из 1476. године, када је Сирча имала 21 кућу у којима је поред домаћина било још толико одраслих мушких глава. Припадала је Остравичком кадилуку у кнежевини кнеза Шобата, са сеоским примићуром Радишом Јованишовим. Педесетак година касније, 1528. године, у Сирчи су пописане 23 хришћанске куће са 67 одраслих мушких глава, једна муслиманска и једна ратајска кућа. Већ 1530. у селу је било свега 13 рајинских кућа, што говори да је у претходне две године било великих превирања. Одрећи се статуса влаха — сточара и изјаснити се као раја, могло се десити само под великом принудом.
Свој прави економски и културни развој село доживљава у 19. веку. Године 1820. Сирча је постала општинско место. У сеоској цркви посвећеној Светом пророку Илији из 1875. се налази иконостас који је био у Жичи, а у порти је споменик са звоником из 1925. године подигнут у спомен изгинулим Сирчанима у балканским ратовима и првом светском. Први парох у новосаграђеној Цркви био је Михаило Протић, свештеник Цркве у Цветкама. Школа ОШ „Јован Цвијић” Сирча постоји од 1893. године.
„Месна задруга за пољопривредни кредит“ је основана 1910. године, а њен Дом је изграђен 1925. године. Исте године, када је изграђен Дом месне задруге, основана је и „Пољопривередна задруга“. Године 1921. отворена је сеоска читаоница и основано друштво за унапређење пољопривереде „Напредна мисао“, док је годину дана касније основано певачко друштво. Крајем деценије, тачније 1928. основан је фудбалски клуб „Морава“, те је изграђен пут кроз село из правца Камиџоре, а саграђено је и неколико мостова на речицама које пресецају пут. Такође је изграђен велики мост са металном конструкцијом преко Западне Мораве код данашњег Магнохрома. Нова зграда основне школе је саграђена 1942. године. После Другог светског рата, тачније 1949. године извршена је електрификација села, те је обновљен рад Пољопривредне задруге. Године 1968. мештани Сирче су добили аутобусну линију до Краљева, а четири године после асфалтиран је пут кроз село. Зграда поште је изграђена 1979. године, када је у већину домаћинстава уведен и телефон.
Овде се налазе Црква Светог пророка Илије у Сирчи и Споменица јунацима Парохије сирчанске.

## Привреда
Године 1935. саграђена је топионица олова, прва ливница на околним просторима - прерађиван је концентрат из Трепче, исте године једна комисија је испитивала здравље радника. Каменолом на Камиџори је отворен 1949. године.

## ФК Морава Сирча
ФК Морава је фудбалски клуб из Сирче, Србија, и тренутно се такмичи у фудбалу Прва градска лига Краљево, шестом такмичарском нивоу српског фудбала. ФК Морава Сирча је основан 1928 године.

## Сирчанска Бања
Вода Сирчанске бање, чија је лековитост детаљно испитана, садржи петнаестак минерала и хемијских елемената, уз сталну температуру између 16 и 18,5 степени и по народном веровању, лечи многе бољке - од костобље, болести унутрашњих органа, до кожних, па и неуролошких болести. По предању, неки су у ову бању доношени на носилима, али су после двадесетак дана одлазили на својим ногама.

## Демографија
У насељу Сирча живи 1129 пунолетних становника, а просечна старост становништва износи 43,6 година (41,9 код мушкараца и 45,2 код жена). У насељу има 465 домаћинстава, а просечан број чланова по домаћинству је 2,90. Ово насеље је великим делом насељено Србима (према попису из 2002. године), а у последња три пописа, примећен је пад у броју становника. Већина кућа, њих око 400, се налази у засеоцима Бакчани, Бачевиште и Равна. Остала три засеока су у брдском подручју и имају мањи број становника.
|  |

| Демографија | Демографија | Демографија |
| Година      | Становника  | Становника  |
| ----------- | ----------- | ----------- |
| 1948.       | 1.141       |             |
| 1953.       | 1.185       |             |
| 1961.       | 1.212       |             |
| 1971.       | 1.435       |             |
| 1981.       | 1.529       |             |
| 1991.       | 1.479       | 1.440       |
| 2002.       | 1.347       | 1.419       |

| Етнички састав према попису из 2002.‍ | Етнички састав према попису из 2002.‍ | Етнички састав према попису из 2002.‍ | Етнички састав према попису из 2002.‍ | Етнички састав према попису из 2002.‍ |
| ------------------------------------ | ------------------------------------ | ------------------------------------ | ------------------------------------ | ------------------------------------ |
|                                      |                                      |                                      |                                      |                                      |
| Срби                                 | Срби                                 |                                      | 1.331                                | 98,81%                               |
| Македонци                            | Македонци                            |                                      | 3                                    | 0,22%                                |
| Црногорци                            | Црногорци                            |                                      | 2                                    | 0,14%                                |
| Хрвати                               | Хрвати                               |                                      | 1                                    | 0,07%                                |
| Украјинци                            | Украјинци                            |                                      | 1                                    | 0,07%                                |
| Руси                                 | Руси                                 |                                      | 1                                    | 0,07%                                |
| непознато                            | непознато                            |                                      | 7                                    | 0,51%                                |

| Година пописа     | 1948. | 1953. | 1961. | 1971. | 1981. | 1991. | 2002. |
| ----------------- | ----- | ----- | ----- | ----- | ----- | ----- | ----- |
| Број домаћинстава | 238   | 257   | 305   | 385   | 427   | 431   | 465   |

| Број чланова      | 1  | 2   | 3  | 4  | 5  | 6  | 7 | 8 | 9 | 10 и више | Просек |
| ----------------- | -- | --- | -- | -- | -- | -- | - | - | - | --------- | ------ |
| Број домаћинстава | 96 | 126 | 88 | 91 | 28 | 26 | 6 | 3 | 1 | 0         | 2,90   |

| Пол    | Укупно | Неожењен/Неудата | Ожењен/Удата | Удовац/Удовица | Разведен/Разведена | Непознато |
| ------ | ------ | ---------------- | ------------ | -------------- | ------------------ | --------- |
| Мушки  | 583    | 156              | 373          | 37             | 16                 | 1         |
| Женски | 593    | 77               | 388          | 104            | 22                 | 2         |
| УКУПНО | 1.176  | 233              | 761          | 141            | 38                 | 3         |

| Пол    | Укупно                    | Пољопривреда, лов и шумарство | Рибарство                            | Вађење руде и камена | Прерађивачка индустрија       |
| ------ | ------------------------- | ----------------------------- | ------------------------------------ | -------------------- | ----------------------------- |
| Мушки  | 292                       | 22                            | 0                                    | 0                    | 164                           |
| Женски | 152                       | 23                            | 0                                    | 0                    | 55                            |
| УКУПНО | 444                       | 45                            | 0                                    | 0                    | 219                           |
| Пол    | Производња и снабдевање   | Грађевинарство                | Трговина                             | Хотели и ресторани   | Саобраћај, складиштење и везе |
| Мушки  | 5                         | 9                             | 14                                   | 3                    | 34                            |
| Женски | 1                         | 4                             | 20                                   | 5                    | 4                             |
| УКУПНО | 6                         | 13                            | 34                                   | 8                    | 38                            |
| Пол    | Финансијско посредовање   | Некретнине                    | Државна управа и одбрана             | Образовање           | Здравствени и социјални рад   |
| Мушки  | 1                         | 3                             | 18                                   | 3                    | 6                             |
| Женски | 2                         | 2                             | 3                                    | 7                    | 20                            |
| УКУПНО | 3                         | 5                             | 21                                   | 10                   | 26                            |
| Пол    | Остале услужне активности | Приватна домаћинства          | Екстериторијалне организације и тела | Непознато            | Непознато                     |
| Мушки  | 2                         | 0                             | 0                                    | 8                    | 8                             |
| Женски | 4                         | 0                             | 0                                    | 2                    | 2                             |
| УКУПНО | 6                         | 0                             | 0                                    | 10                   | 10                            |

## Галерија
- Црква Светог пророка Илије
- Улаз у цркву
- Црква Светог пророка Илије
- Споменик палим борцима у порти цркве
- ОШ Јован Цвијић
- ОШ Јован Цвијић
- ОШ Јован Цвијић
- Споменик у Сирчи
- Сирчанска бања
- Сирчанска бања
- Сирчанска бања
- Сирчанска бања
- Сирчанска бања
- Сирчанска бања
- Сирчанска бања
- Сирчанска бања
- Сирчанска бања
- Сирчанска бања
- Сирчанска бања
- Сирчанска бања
- Сирчанска бања
- Сирчанска бања
- Сирчанска бања
- Сирчанска бања
- Сирчанска бања
- Сирчанска бања
- Сирчанска бања
- Сирчанска бања
- Сирчанска бања